# Wartburg 311
La Wartburg 311 (o AWE 311 Wartburg o AWE Wartburg 311) ed i modelli da essa derivati, ossia la Wartburg 312 e la Wartburg 313, erano tre autovetture di fascia media prodotta complessivamente tra il 1956 e il 1967 dalla Automobilwerk Eisenach nell'allora Repubblica Democratica Tedesca.

## Storia e profilo

### Il contesto storico
Nei primi anni successivi alla fine della Seconda Guerra Mondiale, dopo la spaccatura tra le due Germanie, le fabbriche che sorgevano nel territorio della neonata Germania Orientale furono accorpate in un conglomerato industriale denominato IFA, gestito dal governo tedesco orientale e che si occupò della produzione di praticamente tutti i veicoli da destinare alla popolazione di quel nuovo Paese. Gli impianti della IFA incorporarono principalmente tutti gli ex-siti produttivi della vecchia Auto Union. Anche i veicoli prodotti erano ancora quelli già proposti immediatamente prima dello scoppio del sanguinoso conflitto. Per quanto riguarda la produzione automobilistica, vale la pena citare i modelli IFA F8 ed IFA F9, cloni della DKW F8 e del prototipo DKW F9 d'anteguerra. Ma sotto il controllo del governo della Germania dell'Est passarono anche altri siti, tra cui l'ex-stabilimento BMW di Eisenach. Fu proprio qui che a partire dal 1953 fu dirottata la produzione della F9, la cui nuova denominazione adottata da quel momento fu quella di EMW 309, dove la sigla EMW stava ad indicare la Eisenacher Motorenwerke, una delle molteplici ragioni sociali adottate dalla fabbrica nel corso della sua storia quasi secolare. Tuttavia la EMW 309 era un modello tecnicamente superato, per quanto avesse suscitato interesse prima della guerra, ormai i tempi erano cambiati. Stilisticamente era ancora sufficientemente in linea con i tempi, sebbene ormai non più modernissimo. Praticamente lo stesso corpo vettura veniva usato nello stesso periodo dalla nuova DKW rinata ad Ingolstadt per i suoi modelli post-bellici. Ma le autorità tedesco orientali, ormai ampiamente seccate dalla quantità di cause legali intentate per plagio dalle fabbriche occidentali, stavano già correndo ai ripari: proprio nel momento in cui la EMW 309 cominciò ad uscire dalle linee di Eisenach, la ragione sociale della fabbrica fu mutata definitivamente in AWE. Inizialmente, però, il marchio dei modelli prodotti rimase quello di EMW. Un nuovo marchio sarebbe stato utilizzato solo in seguito, per commercializzare il modello che avrebbe sostituito la EMW 309. Ma prima di quel momento sarebbero accaduti dei fatti curiosi e molto significativi che avrebbero caratterizzato il periodo relativo alla genesi del nuovo modello.

### Genesi e debutto

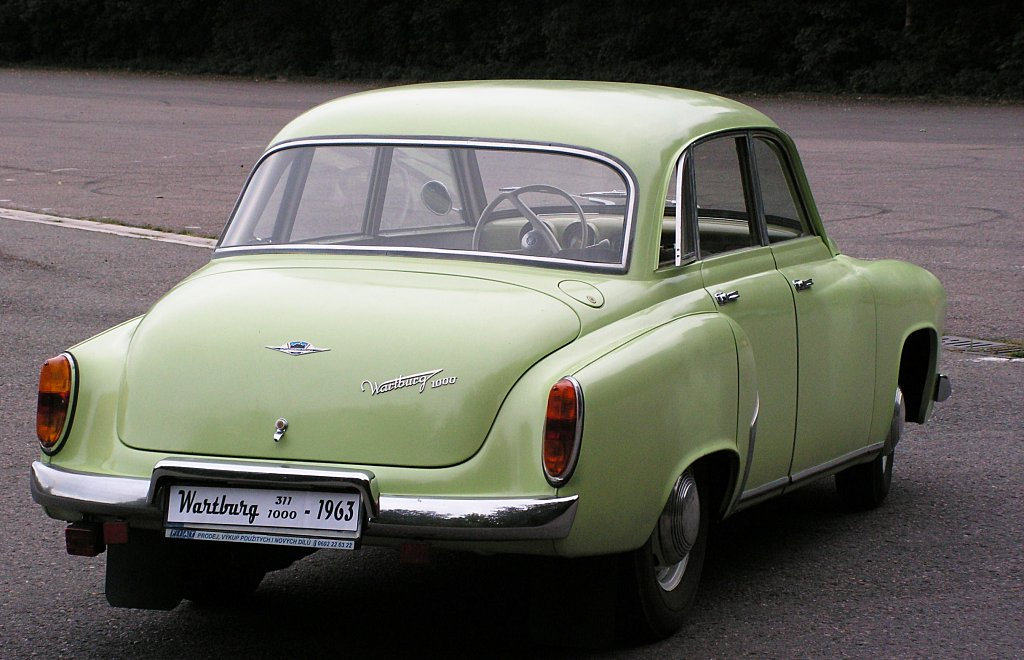
Vista di coda di una Wartburg 311

In realtà, infatti, il progetto per un modello più moderno rispetto alla EMW 309 era già stato avviato in gran segreto dalla dirigenza della Automobilwerk Eisenach in concomitanza con l'avvio della produzione della EMW 309 stessa ad Eisenach. Episodi di progettazione, per così dire, "clandestina" furono frequenti nel regime vigente all'epoca nella neonata Germania Orientale. Infatti, per ogni iniziativa, anche di poco conto, occorreva il benestare del governo della Germania Orientale e a volte le autorizzazioni non venivano concesse. Per questo, i progettisti della AWE cominciarono a lavorare alle spalle delle autorità: su un telaio ripreso pari pari da una 309 venne montata una nuova carrozzeria, sempre a 2 porte, ma più moderna. Il risultato però non convinse la dirigenza perché il passo fu ritenuto troppo corto e rendeva poco slanciata la linea della vettura. Si procedette quindi alla modifica di un ulteriore telaio F9/309, al quale fu allungato l'interasse di 10 cm e fu montata una nuova carrozzeria, simile alla precedente, ma la cui zona centrale allungata permise di inserire due portiere per lato. Questo prototipo, terminato nell'ottobre 1954 e che recava la sigla EMW 311, piacque decisamente di più. Ma a quel punto divenne impossibile continuare a nascondere il progetto alle autorità governative. Quando queste vennero a conoscenza del progetto clandestino rimasero inizialmente contrariate per lo sperpero inaudito di denaro pubblico, tanto che al responsabile di progetto (nonché direttore della fabbrica di Eisenach), Martin Zimmermann, fu comminata una sanzione disciplinare consistente in una multa di 5.000 DDM. Ma in seguito, riflettendo sull'accaduto, pensarono alle potenzialità commerciali che il nuovo modello avrebbe potuto avere sia nella DDR sia nei mercati esteri, anche quelli occidentali. Questa nuova vettura avrebbe potuto riscattare la Germania Orientale dalla reputazione di Paese povero che si era costruita intorno a sé, avrebbe potuto avvicinare l'industria automobilistica della Germania Orientale ai livelli di quella Occidentale. 

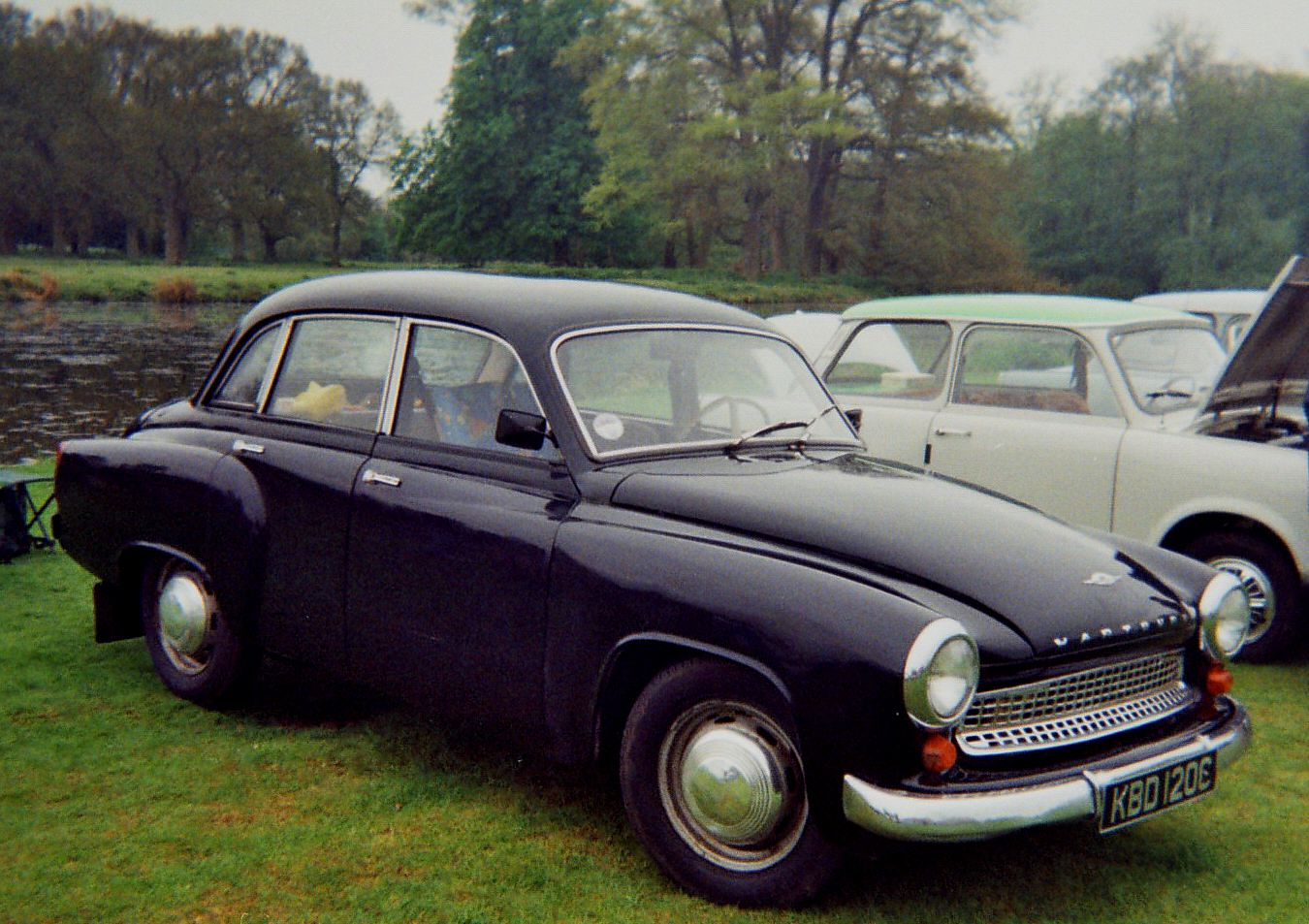
Una delle ultime Wartburg 311 in versione base

Per questo motivo, nonostante l'iniziativa non autorizzata, il governo della DDR decise di stanziare un fondo di 7 milioni di DDM. per portare la vettura sul mercato. Come nuovo marchio commerciale si scelse quello di Wartburg, lo storico nome che richiama l'omonimo castello medievale situato nei pressi di Eisenach. Si trattò della terza volta che tale nome venne utilizzato per una vettura. In precedenza fu utilizzato per la Wartburg del 1898 e per una particolare versione sportiva della BMW 3/15 risalente al 1930.
Nel mese di ottobre del 1955 furono realizzati 162 esemplari di preserie: di questi, alcuni furono allestiti e preparati per partecipare ad alcuni rally locali al fine di testarne le doti di affidabilità e robustezza. Mancando il tempo per effettuare ulteriori test, la stragrande maggioranza di questi esemplari di preserie furono venduti a privati residenti nel circondario di Eisenach allo scopo di farli testare da loro e correggere quindi eventuali difetti.
I primi esemplari definitivi cominciarono ad uscire dalle linee di montaggio dello stabilimento di Eisenach il 2 gennaio 1956, mentre pochi giorni dopo vi fu la presentazione in anteprima al Salone dell'automobile di Bruxelles.

### Design e meccanica

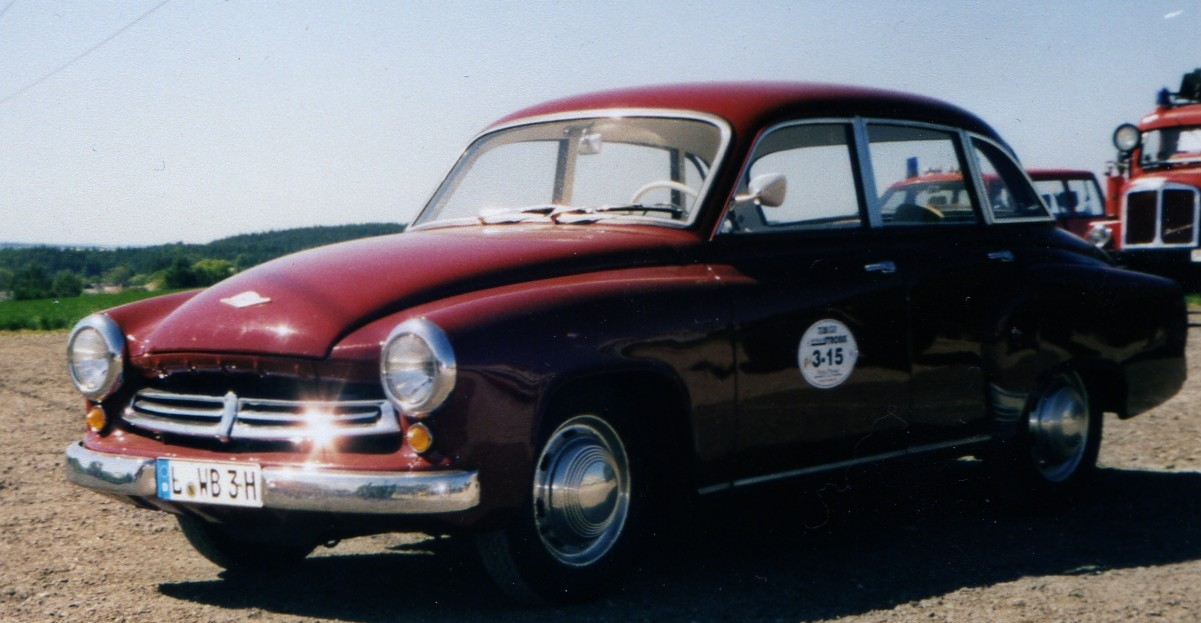
Una delle prime Wartburg 311

Rispetto al modello uscente, la Wartburg 311 si presentò con una rivoluzione stilistica: abbandonata la forma ad uovo del corpo vettura della EMW 309, il nuovo modello propose forme sempre arrotondate, ma anche più moderne e slanciate. Il frontale, più sottile che in precedenza, era dominato dai proiettori tondi e da una calandra allungata. Il cofano, più slanciato che nella 309, conferiva snellezza alla vista laterale, dalla quale era possibile notare anche la quasi totale assenza di parafanghi sporgenti, se si escludono quelli posteriori, ancora parzialmente visibili, i quali andavano a coprire una parte della zona riservata alle portiere posteriori. I passaruota ricavati posteriormente erano leggermente carenati in modo da riprendere uno dei tratti già visti nella IFA F9 e nella EMW 309. La coda era sfuggente e con un leggero accenno di pinne, sulla cui sommità trovavano posto i fari posteriori. Internamente l'abitacolo riusciva ad offrire più spazio di prima per gli occupanti, merito soprattutto del passo aumentato di 10 cm. Inoltre, l'abitacolo stesso era più luminoso per via dell'ampia superficie vetrata, migliorando anche la visibilità del conducente durante le manovre. Anche il bagagliaio risultava più capiente. Il posto guida era caratterizzato da un cruscotto a due quadranti, uno con funzione di tachimetro e l'altro che raggruppava alcuni indicatori secondari. Era presente anche l'accendisigari ed il portacenere, ossia quello che oggi verrebbe denominato "pacchetto fumatori".
La Wartburg 311 nacque sul telaio della EMW 309 e della IFA F9. Si ritrovava quindi la stessa struttura in acciaio con longheroni congiunti alle estremità a formare un ovale, rinforzato mediante traverse anch'esse in acciaio. L'unica differenza rispetto ai due modelli precedenti fu la misura del passo che, come già detto, fu allungato di 10 cm. L'avantreno era a ruote indipendenti con balestra trasversale in alto e bracci trasversali in basso, mentre il retrotreno era ad assale rigido, anch'esso con balestra trasversale, ma con bracci longitudinali. Su entrambi gli assi erano presenti ammortizzatori idraulici telescopici a doppio effetto. Quanto all'impianto frenante, esso era a quattro tamburi con ceppi interni.
Al suo debutto, la Wartburg 311 era equipaggiata con lo stesso tricilindrico a due tempi già montato sulla 309, con cilindrata pari a 900 cm³. Le migliorie apportate alla meccanica, unite all'aumento del passo, hanno causato un aumento di circa 120 kg della massa a vuoto del veicolo. Per questo motivo, al fine di non peggiorare le prestazioni rispetto al modello uscente, la potenza massima del propulsore è stata portata da 30 a 37 CV. In questo modo, nella sua versione di base iniziale, la Wartburg 311 riuscì a raggiungere una velocità massima di 115 km/h. Il cambio era del tipo manuale a 4 marce tutte non sincronizzate.

### Evoluzione

#### I primi anni di carriera

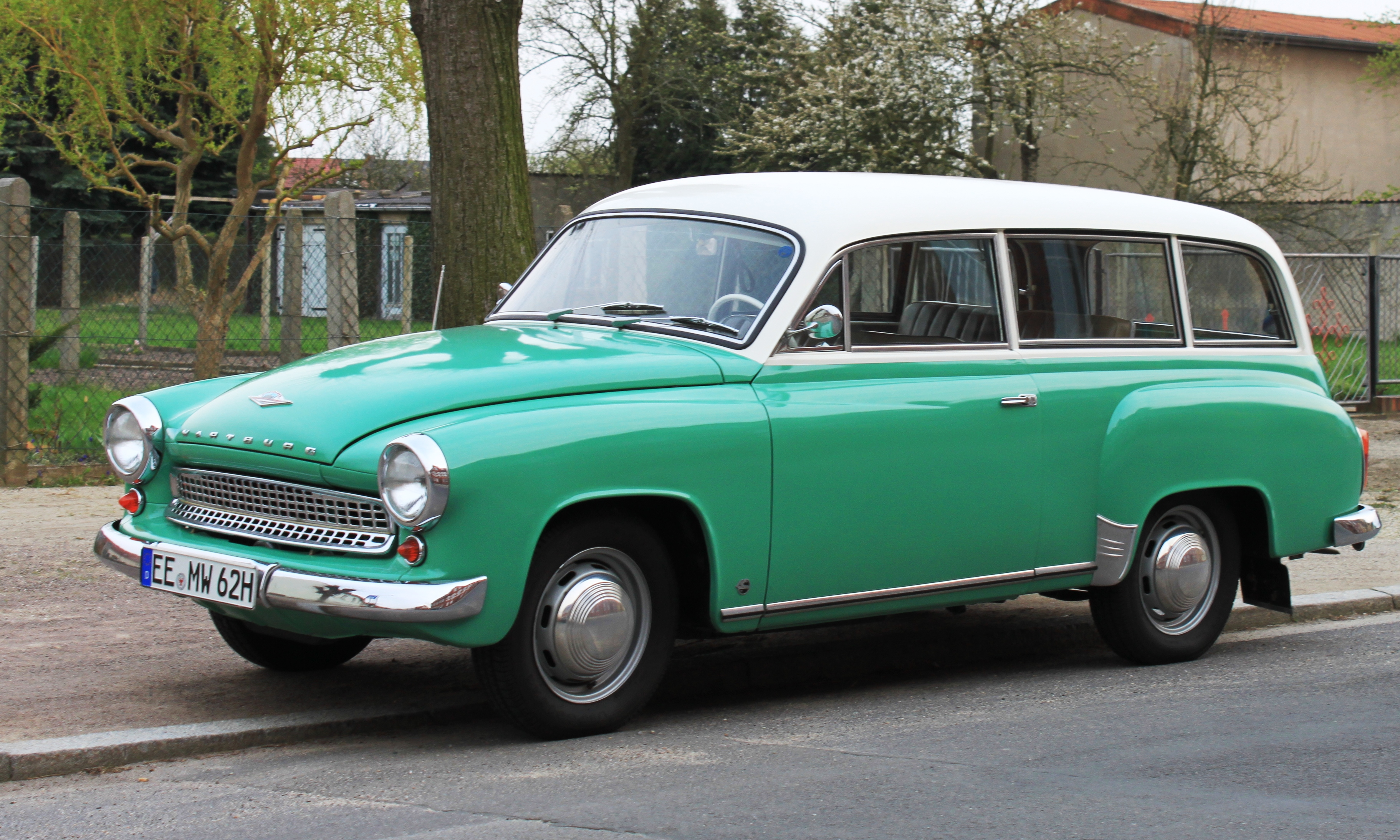
Una Wartburg 311 Kombi, la versione giardinetta con due sole portiere laterali

Inizialmente la Wartburg 311 fu proposta unicamente con carrozzeria berlina a 4 porte e sei finestrini, e questo nonostante tra gli esemplari di preserie figurassero anche altre varianti. Il fatto che questa nuova vettura fosse stata presentata fin da subito in un Salone di un Paese occidentale testimonia come nelle mire della AWE, ed in particolare del governo tedesco orientale, vi furono anche i mercati dell'Europa dell'Ovest. Ma non vennero trascurati neppure i potenziali clienti dei Paesi dell'Europa orientale, e così ecco che due mesi dopo la sua prima presentazione, al Salone di Lipsia tenutosi nel marzo 1956 la Wartburg 311 fece bella mostra di sé anche davanti al pubblico d'oltrecortina, stavolta affiancata anche da una versione giardinetta, denominata Kombi, da una versione cabriolet e da una versione pick-up. La Kombi, a differenza della berlina era caratterizzata dalla presenza di due sole porte laterali, ma in compenso era in grado di dare spazio a carichi e bagagli voluminosi, per un totale di 400 kg di portata, passeggeri compresi. A differenza della berlina, poi, la Kombi non fu assemblata ad Eisenach ma a Halle, presso una carrozzeria inglobata già tempo nel complesso industriale della IFA. 

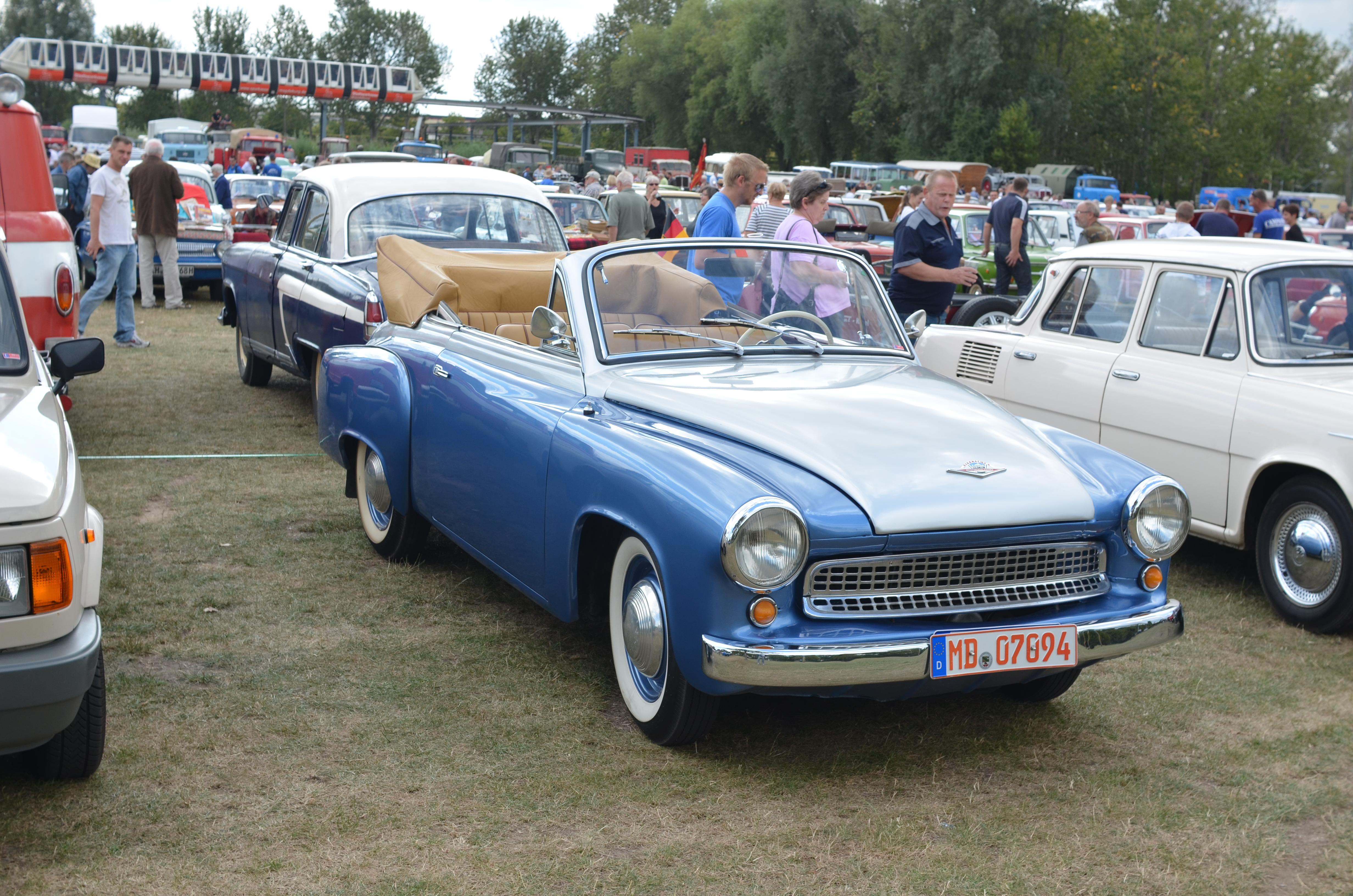
Una Wartburg 311 in versione cabriolet

Per quanto riguarda la versione cabriolet, denominata 311 Kabriolett, si trattò di una versione assemblata anche in questo caso fuori da Eisenach, e più precisamente presso la Karosseriewerk Dresden (KWD), ossia quella che una volta, prima della guerra, era nota come Carrozzeria Gläser, con sede a Dresda. Essendo un modello di nicchia, più esclusivo rispetto alla normale berlina standard, la cabriolet era caratterizzata da un prezzo di listino superiore (17.100 DDM) e da finiture più lussuose, come ad esempio i sedili in pelle e la verniciatura bicolore. Oggi come allora, questa versione è considerata tra la più riuscite dell'intera gamma 311 e testimonia come i difficili periodi attraversati durante e dopo la guerra non avessero intaccato l'alta professionalità dei mastri carrozzieri di quell'azienda così rinomata vent'anni prima.

La presentazione della Wartburg 311 a Lipsia suscitò molto entusiasmo presso il pubblico. La vettura divenne molto popolare anche presso la stampa dei Paesi occidentali: furono apprezzate la tenuta di strada e le prestazioni, in linea con la concorrenza nonostante il prezzo contenuto, pari a 14.700 DDM. Meno apprezzate furono invece le doti di consumo carburante, visto che 100 km di strada richiedevano un fabbisogno compreso tra i 12 ed 14 litri di carburante. Si è parlato del prezzo contenuto, ma occorre comunque tener presente che la Wartburg 311 rimase pur sempre una vettura che non tutti furono in grado di permettersi. Va tenuto presente che nella DDR di quegli anni lo stipendio medio di un operaio era di 500 DDM, per cui sarebbe stato un problema poter arrivare ad acquistare una vettura del genere. La Wartburg 311 rimase quindi appannaggio di ceti sociali un po' più agiati. 
 Entro la fine del 1956, e più precisamente il 1º ottobre, la gamma si ampliò notevolmente con l'arrivo di un'altra variante di carrozzeria, la trasformabile, basata sulla berlina standard e dotata appunto di un tetto in tela ripiegabile. Inizialmente, la carrozzeria della cosiddetta 311 Faltdachlimousine fu proposta solo in tinta unita, ma in seguito sarebbe stata proposta come optional anche la verniciatura bicolore. Contemporaneamente alla trasformabile fu posto finalmente in listino anche il pick-up su base 311, già presentato diversi mesi prima a Lipsia. Destinata prevalentemente ad utilizzi come mezzo da lavoro e più che altro per i mercati esteri, la versione pick-up, denominata Schnelllieferwagen, veniva assemblata come anche la Kombi presso la carrozzeria di Halle. In fondo, almeno per quanto riguardava le prime versioni pick-up, si trattava di versioni Kombi senza il tetto e senza sedili posteriori. Il fatto che questo pick-up fosse stato destinato prevalentemente a mercati esteri, ed in particolare occidentali, fu motivato dall'elevato prezzo di listino che la AWE fu costretta ad applicare.

Anche nel 1957 vi furono numerose novità: debuttarono tre nuove varianti della Wartburg 311: la prima fu la cosiddetta Camping-Limousine, una Kombi allestita per il tempo libero, per le gite di famiglia durante i week-end, per i picnic, ecc. Presentata a Lipsia nel marzo 1957, questa Kombi era dotata finalmente di quattro portiere laterali e di finestrini laterali posteriori estesi fino ad una piccola parte del tetto, mentre la restante porzione di tetto era costituita da un telo apribile come nelle berline trasformabili. Inoltre, i sedili potevano essere abbattuti per creare due posti letto affiancati. Infine l'allestimento era assai ricco e completo per garantire il massimo del comfort e del benessere durante le gite fuori porta. La seconda nuova variante di carrozzeria che esordì nel 1957 fu la Sport-Roadster, la versione più sportiva della gamma. La terza fu invece la cosiddetta 311 Coupé, simile alla berlina, ma con sole due porte laterali ed un lunotto ridisegnato di tipo panoramico. Tale versione fu assemblata inizialmente in un'altra storica ex-carrozzeria degli anni ruggenti, ossia la VEB Karosseriewerk Meerane (KWM), una volta nota come Hornig Meerane Karosseriebau. Sempre nel 1957 debuttò la berlina in allestimento Luxus, che si distingueva dalla berlina standard per la presenza tra l'altro di alcuni inserti cromati sulla carrozzeria, per la verniciatura bicolore e per i nuovi rivestimenti interni in tessuto pregiato. 
L'allestimento Luxus divenne disponibile nello stesso anno anche per la trasformabile. Un'altra versione particolare fu la 311 Einsatzwagen, ossia la versione in allestimento militare, presentata a Lipsia e destinato alle forze di polizia della DDR. Tale versione non sarebbe entrata però in produzione immediatamente, ma solo qualche tempo dopo. Per quanto riguarda gli aggiornamenti tecnici, vale la pena di menzionare l'arrivo di un nuovo alternatore da 180 watt in luogo del precedente da 130.
Nel 1958 fu tolta di produzione la versione pick-up, mentre a dicembre le versioni Kombi poterono essere ordinate anche con tetto in lamiera (fino a quel momento era solo in plastica). Sempre in quell'anno, la 311 divenne disponibile anche sul mercato statunitense. nello stesso anno arrivarono significative migliorie tecniche: a richiesta si poté ottenere la 311 con cambio parzialmente sincronizzato (in particolare la seconda e la quarta), mentre l'impianto frenante ricevette nuovi tamburi di maggiori dimensioni e con maggior superficie d'attrito. Anche esteticamente vi furono lievi aggiornamenti: la gamma della 311 ricevette la griglia frontale che fino a quel momento era stata esclusiva della 313 Sport-Roadster.
Nel 1959 le due versioni trasformabile, che fino a quel momento disponevano di un'intelaiatura in legno per l'alloggiamento e lo scorrimento del tetto in tela, ricevettero una nuova intelaiatura in acciaio. Nello stesso anno la versione destinata alle forze di polizia, presentata ancora nel 1957 e fino a quel momento ancora non ordinabile, entrò finalmente nel listino Wartburg.
Nel 1960 la produzione della versione Coupé fu spostata dalla KWM di Meerane alla KWD di Dresda, mentre scomparve dal listino la Wartburg 313: nella sua breve carriera conquistò moltissimi appassionati, tanto che risultò essere la più fotografata tra le auto prodotte nella DDR. Anche la cabriolet fu tolta di produzione, mentre venne immessa sul mercato una nuova versione pick-up. Questa volta si trattò di una versione pensata per essere prodotta con minori costi e quindi per poter essere venduta con maggior facilità anche nella DDR. In particolare, la parte posteriore, che prima era ripresa pari pari dalla Kombi, ora era inedita e squadrata, con passaruota trapezoidali. Solo lo sportello posteriore non era completamente liscio, ma ondulato. In parole povere, si trattava di componenti più facili da produrre perché richiedevano meno manodopera e quindi un minor costo di produzione. Nello stesso anno, nell'intera gamma 311 rimanente, la griglia anteriore fu nuovamente aggiornata, anche se in misura assai leggera, mentre comparvero nuovi tergicristalli sul parabrezza.

#### La Wartburg 313 Sport-Roadster

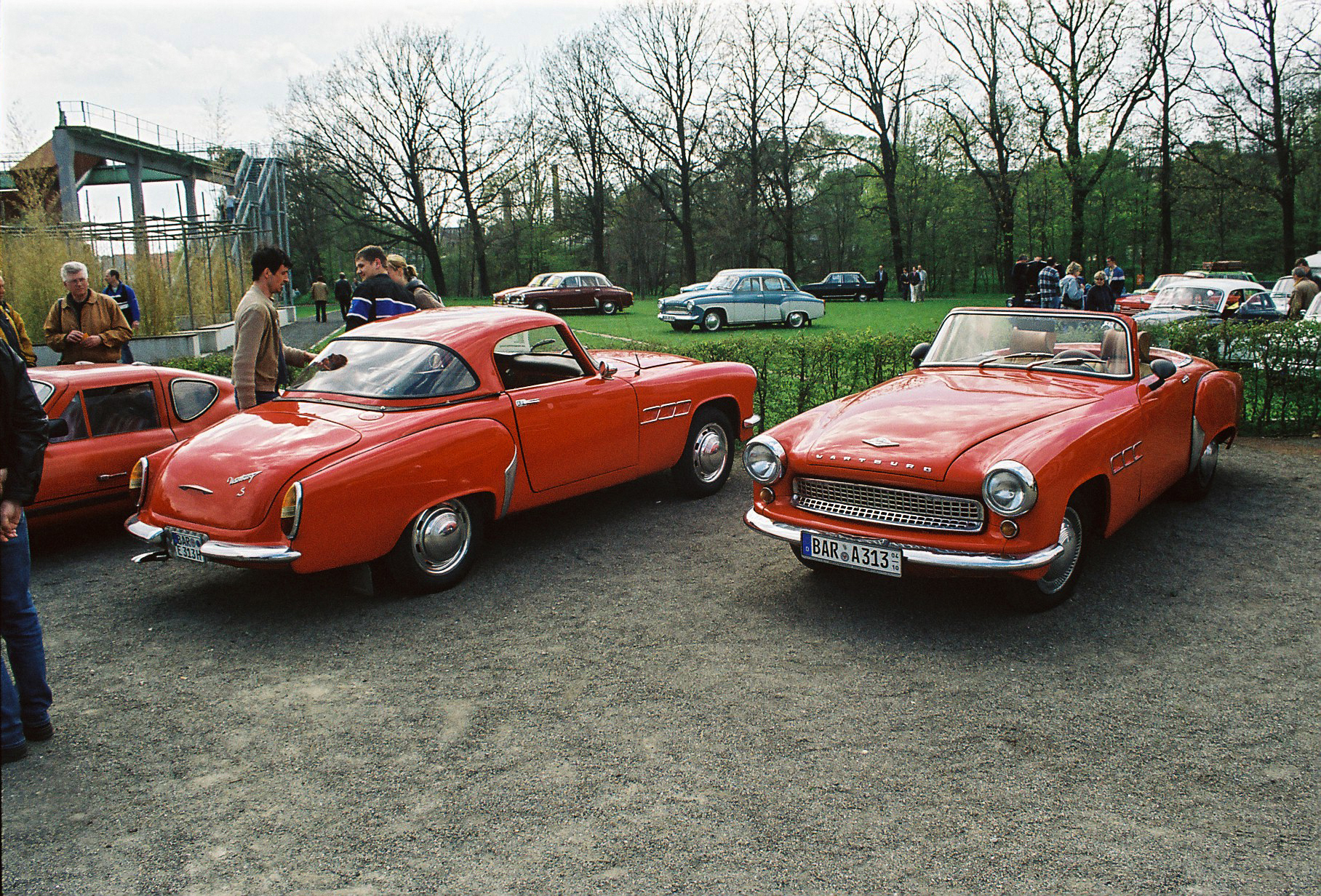
Due Wartburg 313: una con hard-top ed una roadster con capote in tela

Questa era una versione particolare già fin dalla denominazione, che fu quella di Wartburg 313 e non 311 come per il resto della gamma. Inoltre, a differenza di alcune altre versioni particolari, la 313 non fu fatta assemblare presso un carrozziere esterno, ma fu opera di un estroso dipendente della AWE, Hans Fleischer, già brillante collaboratore della fabbrica tedesca e futuro autore anche delle linee dell'erede della 311, ossia la 353. Tuttavia, nella seconda parte della sua carriera commerciale, la produzione della 313 fu spostata alla KWD di Dresda. La 313 fu caratterizzata da un cofano motore più lungo per via del fatto che l'abitacolo fu accorciato e riservato a due soli occupanti. Non vi furono, in sostanza, sedili posteriori. Inoltre, i parafanghi anteriori ricevettero delle inedite prese d'aria, mentre frontalmente fu montata una griglia dal disegno inedito (adottata in seguito anche dalla gamma 311). La 313 poteva essere ordinata come roadster con tetto in tela ripiegabile oppure con hard-top rigido rimovibile. In questo modello il motore da 0.9 litri fu portato ad una potenza massima di 50 CV, cosicché la velocità massima raggiunse i 140 km/h, facendo di questo modello una delle più veloci vetture prodotte nella DDR. Nei Paesi dell'Europa Occidentale, dove fu pure esportata ed apprezzata per il suo stile, la Wartburg 313 si misurò con rivali del calibro di Volkswagen Karmann Ghia (che però aveva motori meno potenti e prestazioni inferiori) ed Auto Union 1000 Sp. La sua produzione coprì un arco di tre anni, dal 1957 al 1960, durante i quali fu prodotta in 469 esemplari, di cui 143 destinati all'estero. Otto di questi ultimi raggiunsero addirittura gli Stati Uniti.

#### La seconda parte della carriera
Nel 1961 il piccolo tricilindrico da 900 cm³ vide un leggero incremento di potenza, che passò da 37 a 40 CV. Le prestazioni rimasero tuttavia pressoché invariate. Il cambio previsto di serie fu sempre a 4 marce, ma di un nuovo tipo, con seconda, terza e quarta marcia sincronizzate. Quanto all'impianto frenante, esso divenne di tipo idraulico, sancendo così il pensionamento del comando a cavo. Inoltre il serbatoio passò da 40 a 44 litri, mentre cambiarono le grafiche dei gruppi ottici posteriori.
Il 1962 vide l'avvento di un nuovo motore, sempre tricilindrico, ma con cilindrata di 992 cm³ e potenza massima di 45 CV. Questo motore nacque dalla rialesatura del precedente: il diametro dei cilindri passò da 70 a 73,5 mm. La vettura così equipaggiata divenne semplicemente nota come Wartburg 1000, ma la denominazione ufficiale rimase quella di 311. Su alcune fonti viene indicata anche come Wartburg 311-1000 per distinguerla dalle 311 precedenti. Da qui partì anche la fase calante della carriera commerciale della 311: nel gennaio del 1963 vi furono numerosi aggiornamenti per quanto riguardava l'equipaggiamento. Arrivarono infatti nuove luci di stop, nuove alette parasole, un nuovo lavacristalli, i braccioli per conducente e passeggero anteriore, le cinture di sicurezza (e conseguente rinforzo del montante centrale su cui era presente un punto di fissaggio delle stesse). Alla fine dello stesso anno vennero ridisegnati i parafanghi posteriori e il cruscotto ricevette un nuovo tachimetro.
Nel 1964 la versione trasformabile venne pensionata: al suo posto venne proposta una berlina dotata di un piccolo tettuccio apribile in metallo. Nello stesso anno la leva del cambio, presente fino a quel momento sul piantone del volante, venne spostata sul pavimento. Per quanto riguarda la gamma modelli, la versione Kombi fu ridisegnata nella zona posteriore, risultando così più squadrata che in precedenza e con un portellone posteriore incernierato verso l'alto.
Il 1965 fu un altro anno importante: fu infatti commercializzata per pochi mesi una cabriolet con hard-top fisso che, a richiesta, poteva essere sostituito da una capote in tela. La variante così equipaggiata, denominata ufficialmente 311-300 HT (dove HT stava appunto per hard-top), si distingueva anche per la calandra di maggiori dimensioni e per il cruscotto rivestito in pelle. Fu l'ultima evoluzione della gamma: verso la fine dell'anno tale versione scomparve assieme a tutta la restante gamma 311. Ma la storia non finì qui.

#### La Wartburg 312

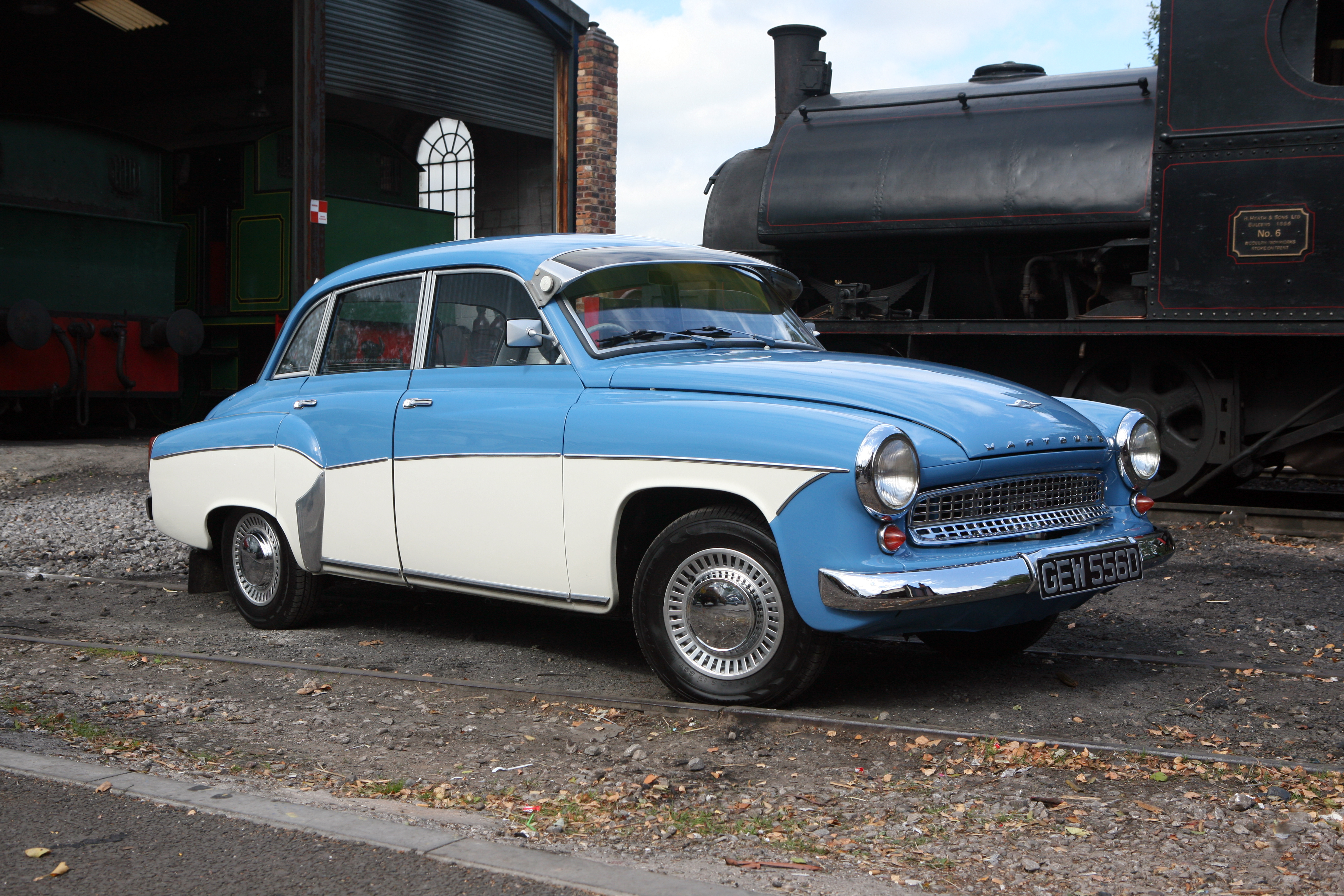
Una Wartburg 312

Dal 1º settembre 1965 fu introdotto un modello temporaneo introdotto in attesa del lancio della Wartburg 353: tale modello, denominato Wartburg 312, non era in pratica altro che una vettura avente il telaio della 353 ancora in fase di preparazione e la carrozzeria della 311. Si trattava insomma di un ibrido fra il modello uscente e quello futuro che avrebbe visto la luce di lì ad un anno. In pratica, nella 312 cambiarono radicalmente le sospensioni, con molle elicoidali anziché a balestra trasversale. L'avantreno era a due bracci trasversali per ruota, mentre il retrotreno era a bracci obliqui con barra stabilizzatrice. Furono nuovi anche i supporti del motore e del cambio. Questi ultimi conservarono le principali caratteristiche della 311: si ritrovarono quindi il tricilindrico da 992 cm³ con potenza massima di 45 CV ed il cambio manuale a 4 marce delle quali la prima non sincronizzata. Altre migliorie si ebbero alla scatola dello sterzo, per cui fu ridotto anche il raggio di sterzata.
Al suo debutto la 312 riprese la gamma di carrozzerie interrotta con il pensionamento della 311. La prima ad uscire di produzione fu la berlina, sia in allestimento standard che in allestimento Luxus. Queste due versioni scomparvero dal listino il 1º giugno 1966 per far posto alla nuova berlina, la 353. Ma le altre versioni continuarono ad essere commercializzate per un altro anno, dopodiché anch'esse scomparvero dalla scena automobilistica. Eppure il successo raggiunto dai modelli 311, 312 e 313 fu tale che al momento della caduta del Muro di Berlino, avvenuta alla fine del 1989, furono numerosi gli esemplari ancora circolanti nel territorio appartenuto alla DDR. In totale furono prodotti 35.868 esemplari di Wartburg 312.

### Tabella dati tecnici
| Modello                            | 311 | 311-1000 | 312 | 313 |
| ---------------------------------- | --- | --- | --- | --- |
| Carrozzerie disponibili            | berlina, trasformabile, giardinetta, pick-up, coupé, cabriolet                                                                                         | berlina, trasformabile, giardinetta, pick-up, coupé, cabriolet                                                                                         | berlina, giardinetta, pick-up, coupé, cabriolet | roadster con capote in tela o con hard-top |
| Anni di produzione                 | 1955-65 | 1955-65 | 1965-67 | 1957-60 |
| Prezzi all'epoca (in DDM)          | 14.700-17.200 | 14.700-17.200 | 15.970-17.570 | 19.800 |
| Esemplari prodotti                 | 247.368 | 247.368 | 35.868 | 469 |
| Motore                             | A due tempi | A due tempi | A due tempi | A due tempi |
| Posizione                          | Longitudinale a sbalzo | Longitudinale a sbalzo | Longitudinale a sbalzo | Longitudinale a sbalzo |
| Numero e disposizione dei cilindri | Tre cilindri in linea | Tre cilindri in linea | Tre cilindri in linea | Tre cilindri in linea |
| Cilindrata (cm³)                   | 900 | 992 | 992 | 900 |
| Alesaggio e corsa (mm)             | 70x78 | 73,5x78 | 73,5x78 | 70x78 |
| Alimentazione                      | Un carburatore BVF H362 | Un carburatore BVF H362 | Un carburatore BVF H362 | Due carburatori BVF H362 |
| Rapporto di compressione           | 6.6-6.8 (dal 1961 al 1962: 7.3-7.5) | 7.3-7.5 | 7.3-7.5 | 7.8 |
| Potenza massima (CV/rpm)           | 37/4000 (40/4000 dal 1961 al 1962) | 45/4250 | 45/4250 | 50/4200 |
| Coppia massima (Nm/rpm)            | 81/2200 (83/2200 dal 1961 al 1962) | 93/2000 | 93/2000 | 88.3/3750 |
| Trazione                           | Anteriore | Anteriore | Anteriore | Anteriore |
| Cambio                             | Cambio manuale a 4 marce | Cambio manuale a 4 marce | Cambio manuale a 4 marce | Cambio manuale a 4 marce |
| Frizione                           | Monodisco a secco | Monodisco a secco | Monodisco a secco | Monodisco a secco |
| Telaio                             | Telaio separato a due longheroni in acciaio uniti alle estremità in modo da formare una struttura a forma di ovale, rinforzata con traverse in acciaio | Telaio separato a due longheroni in acciaio uniti alle estremità in modo da formare una struttura a forma di ovale, rinforzata con traverse in acciaio | Telaio separato a due longheroni in acciaio uniti alle estremità in modo da formare una struttura a forma di ovale, rinforzata con traverse in acciaio | Telaio separato a due longheroni in acciaio uniti alle estremità in modo da formare una struttura a forma di ovale, rinforzata con traverse in acciaio |
| Sospensioni ant.                   | A ruote indipendenti con balestra trasversale e triangoli                                                                                              | A ruote indipendenti con balestra trasversale e triangoli                                                                                              | A ruote indipendenti con bracci trasversali e molle elicoidali                                                                                         | A ruote indipendenti con balestra trasversale e triangoli                                                                                              |
| Sospensioni post.                  | Ad assale rigido con balestra trasversale e bracci longitudinali                                                                                       | Ad assale rigido con balestra trasversale e bracci longitudinali                                                                                       | A ruote indipendenti con bracci obliqui e molle elicoidali                                                                                             | Ad assale rigido con balestra trasversale e bracci longitudinali                                                                                       |
| Impianto frenante                  | Meccanico con comando a cavo (Idraulico dal 1961 al 1962): freni a tamburo sulle quattro ruote                                                         | Idraulico: freni a tamburo sulle quattro ruote | Idraulico: freni a tamburo sulle quattro ruote | Meccanico con comando a cavo (Idraulico dal 1961 al 1962): freni a tamburo sulle quattro ruote                                                         |
| Pneumatici                         | 5,90-15 (6,4-15 per la giardinetta) | 5,90-15 (6,4-15 per la giardinetta) | da 5.90-13 a 6.15-13 | 5.90-15 |
| Massa in ordine di marcia          | 920-1.050 | 920-1.050 | 910-1.000 | 970 |
| Serbatoio                          | 40 litri (44 dal 1961) | 44 litri | 44 litri | 40 litri |
| Velocità massima (km/h)            | 115 (100 per giardinetta e pick-up) | 115 (100 per giardinetta e pick-up) | 125 | 140 |
| Consumo medio (l/100 km)           | 9.8 (9.7 dal 1961) | 9.5 | 9.5 | - |

### Tabella dati di produzione
| Wartburg 311, 312 e 313: dati di produzione per modello, versione ed allestimento |                           |                    |                    |
| Variante di carrozzeria | Sigla interna di progetto | Anni di produzione | Esemplari prodotti |
| Wartburg 311 |                           |                    |                    |
| Berlina standard | 311/0                     | 1955-65            | 130.4111           |
| Berlina Luxus | 311/1                     | 1957-65            | 55.661             |
| Berlina standard trasformabile | 311/008                   | 1956-652           | 14.749             |
| Berlina Luxus trasformabile | 311/108                   | 1957-65            | 11.274             |
| Kombi | 311/9                     | 1955-65            | 23.5683            |
| Camping-Limousine | 311/5                     | 1956-65            | 8.362              |
| Coupé | 311/3                     | 1957-64            | 5.319              |
| Coupé HT | 311/300                   | 1965               | 168                |
| Cabriolet | 311/2                     | 1956-60            | 2.670              |
| Pick-up (Cassone tondo) | 311/7                     | 1956-58            | 95                 |
| Pick-up (Cassone squadrato) | 311/7                     | 1960-65            | 4.837              |
| Veicolo militare | 311/4                     | 1959-64            | 791                |
| Versioni con guida a destra | 311/6                     | 1961-64            | 737                |
| Wartburg 312 |                           |                    |                    |
| Berlina standard | 312/0                     | 1964-664           | 14.2724            |
| Berlina Luxus | 312/1                     | 1965-66            | 9.925              |
| Berlina standard con tettuccio | 312/008                   | 1965-66            | 420                |
| Berlina Luxus con tettuccio | 312/108                   | 1965-66            | 419                |
| Kombi | 312/9                     | 1965-67            | 2.842              |
| Camping-Limousine | 312/5                     | 1965-67            | 7.356              |
| Coupé HT | 312/300                   | 1965-67            | 541                |
| Pick-up | 312/7                     | 1965-67            | 512                |
| Wartburg 313 |                           |                    |                    |
| Sport-Roadster | 313/1                     | 1957-60            | 469                |
| |                           |                    |                    |
| T O T A L E |                           |                    | 283.705            |
| Note: 1Di cui 161 esemplari di pre-serie prodotti nel 1955 2Dal 1964 al 1965 disponibile solo con tettuccio apribile in metallo 3Di cui un esemplare di pre-serie prodotto nel 1955 4Il lancio del modello è avvenuto nel 1965, ma nel 1964 ne erano già stati prodotti due esemplari |                           |                    |                    |